# 20e assemblée générale de l'Île-du-Prince-Édouard
La 20e assemblée générale de l'Île-du-Prince-Édouard est en séance entre le 26 septembre 1854 et 1859.
L'assemblée siège au gré du lieutenant-gouverneur Alexander Bannerman. 
Edward Thornton (en) est élu président de l'Assemblée législative de l'Île-du-Prince-Édouard.
George Coles (en) est premier ministre.

## Liste des membres
| Circonscription          | Membres                         |
| ------------------------ | ------------------------------- |
| 1er Prince               | James Yeo (en)                  |
| 1er Prince               | James Warburton                 |
| 2e Prince                | Stanislaus Francis Perry        |
| 2e Prince                | William E. Clark                |
| 3e Prince                | William W. Lord                 |
| 3e Prince                | James Muirhead                  |
| 1er Queens               | George Coles (en)               |
| 1er Queens               | Alexander Laird (en)            |
| 2e Queens                | William McGill                  |
| 2e Queens                | Robert Mooney                   |
| 3e Queens                | William Douse (en)              |
| 3e Queens                | Donald Munro                    |
| 1er Kings                | John MacKintosh (en)            |
| 1er Kings                | William Cooper (en)             |
| 2e Kings                 | Edward Whelan (en)              |
| 2e Kings                 | Joseph Dingwell                 |
| 3e Kings                 | Joseph Wightman (en)            |
| 3e Kings                 | Edward Thornton (en)            |
| Charlottetown et royauté | Francis Longworth (en)          |
| Charlottetown et royauté | Edward Palmer                   |
| Georgetown et royauté    | Andrew Archibald MacDonald      |
| Georgetown et royauté    | Thomas Heath Haviland, Sr. (en) |
| Princetown et royauté    | Donald Montgomery (en)          |
| Princetown et royauté    | Thomas Heath Haviland, Sr. (en) |